# Wybory prezydenckie w Irlandii w 2011 roku

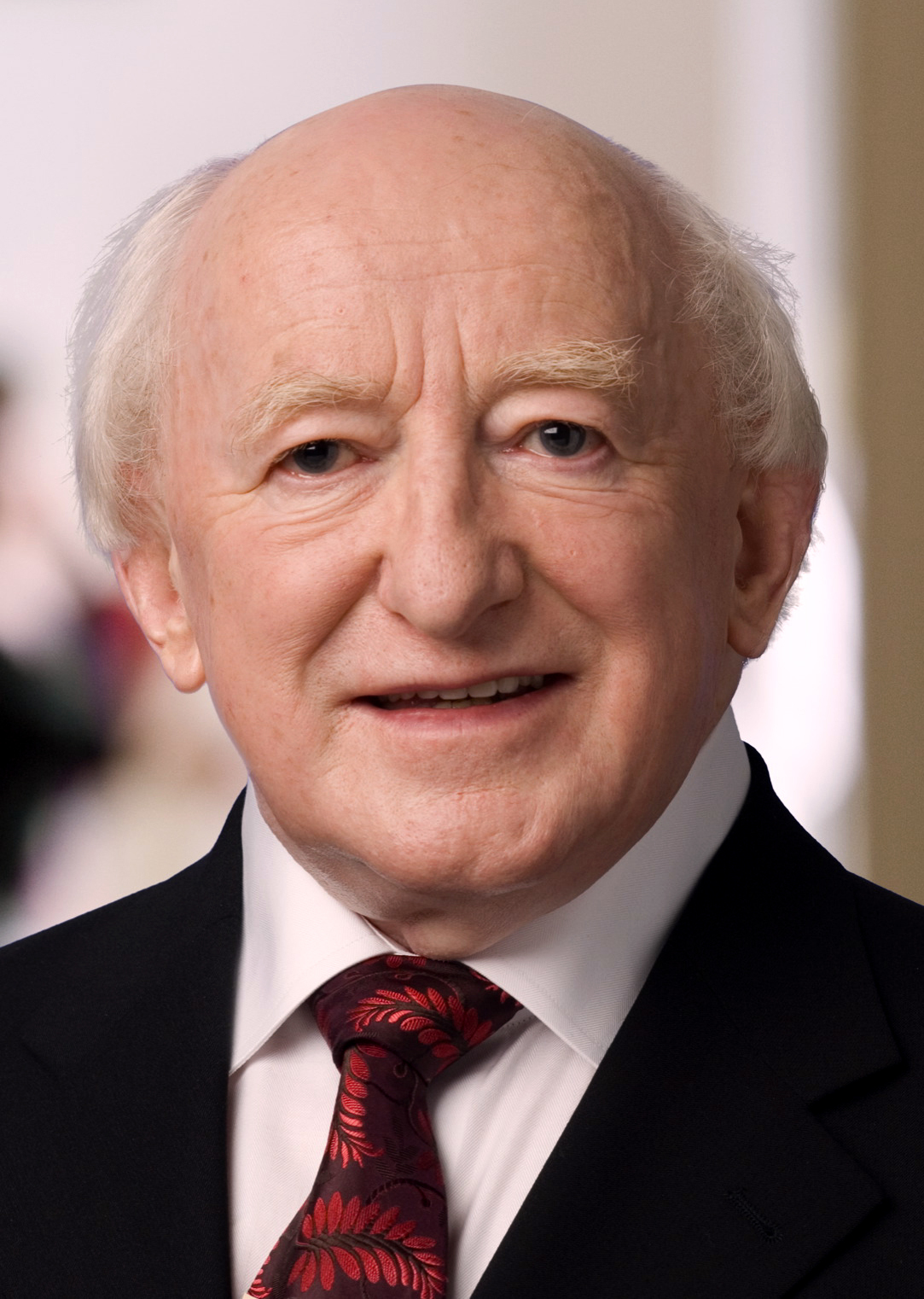
Michael D. Higgins — dziewiąty prezydent Irlandii, utrzymujący stanowisko od 11 listopada 2011 roku. Należy do socjaldemokratycznej Partii Pracy

Wybory prezydenckie w Irlandii w 2011 roku – wybory, które odbyły się w czwartek, 27 października 2011. Były to trzynaste wybory prezydenta w historii kraju, oraz pierwsze z rekordową liczbą siedmiu kandydatów. W tym samym czasie co wybory prezydenckie odbyły się dwa referenda konstytucyjne. Pierwsze dotyczyło usunięcia zapisów zabraniających redukowania pensji sądowych, zaś drugie przyznania pełnych uprawnień śledczych komisji parlamentarnej.

## Kandydaci
- Mary Davis – kandydatka niezależna
- Seán Gallagher – kandydat niezależny
- Michael D. Higgins – Partia Pracy
- Martin McGuinness – Sinn Féin
- Gay Mitchell – Fine Gael
- David Norris – kandydat niezależny
- Dana Rosemary Scallon – kandydatka niezależna

## Kampania wyborcza
Od 30 września do 24 października odbyło się razem 8 wspólnych debat na antenie radiowej (Today FM, RTE Radio 1, Newstalk) oraz w telewizji (RTÉ 1, TV3 i irlandzkojęzycznej TG4).
Sondaże przedwyborcze w kampanii przez pewien czas wysuwały na prowadzenie Gallaghera, inne zaś dawały jemu i Higginsowi zbliżone liczby głosów. W ostatnim przed wyborami sondażu nadal prowadził Gallagher z różnicą głosów sięgającą kilkunastu procent. W ciągu kilku następnych dni sondaże te diametralnie się odwróciły, dając już zwycięstwo Higginsowi.
The Guardian określił kampanię jako najbardziej napiętą kampanię prezydencką, od czasów powstania republiki, zaś same wybory odbyły się w tle artykułu w The Washington Times, który zwrócił uwagę na wybory międzynarodowym mediom, opisując kandydatów jako motley crew (pstrokata załoga): 

Irlandia nigdy nie widziała takich wyborów prezydenckich: gwiazda reality show, poeta, były terrorysta, piosenkarka pop oraz aktywista na rzecz gejów i lesbijek, wszyscy ubiegają się o stanowisko bez rzeczywistej władzy.

## Wyniki wyborów
| Kandydat              | Liczba głosów | Procent głosów |
| --------------------- | ------------- | -------------- |
| Michael D. Higgins    | 1 007 104     | 39,6           |
| Seán Gallagher        | 628 114       | 19,4           |
| Martin McGuinness     | 265 196       | 13,7           |
| Gay Mitchell          | 136 309       | 6,4            |
| David Norris          | 116 526       | 6,2            |
| Dana Rosemary Scallon | 51 220        | 2,9            |
| Mary Davis            | 48 657        | 2,7            |

Liczba osób uprawnionych do głosowania wynosiła 3 191 157. Oddano ważnych głosów: 1 771 762, nieważnych: 18 676 (1.0% ). Frekwencja wyborcza wyniosła 56,1%.